# Trdat III.
Tiridat III. (armenski: Տրդատ Գ 330.) bio je kralj Armenije iz arsakdiske dinastije (285. – 339.), poznat i kao Tiridat Veliki Տրդատ Մեծ; u nekim izvorima se greškom rabi izraz Tiridat IV. zbog toga što je Tiridat I. od Armenije vladao dva puta). Tiridat je najpoznatiji po tome što je godine 301. proglasio kršćanstvo državnom religijom Armenije, učinivši Armeniju tako prvom službeno kršćanskom zemljom na svijetu. Kao sveca ga štuje Armenska apostolska crkva.